# 兴山五味子
兴山五味子（学名：Schisandra incarnata），为五味子科五味子属下的一个植物种。